# Marcello Bofondi
Marcello Bofondi (San Mauro di Romagna, 25 giugno 1896 – Roma, 21 dicembre 1966) è stato un prefetto e politico italiano che ricoprì diverse cariche pubbliche e che fu presidente della Reggiana calcio dal 1932 al 1937.

## Biografia
Marcello Bofondi nacque a San Mauro di Romagna (Forlì), oggi San Mauro Pascoli (Forlì-Cesena), nel 1896. 
Laureatosi in scienze agrarie, fu nominato titolare della Cattedra ambulante di Agricoltura nella provincia di Reggio Emilia.
Divenne poi ispettore capo del Ministero dell'agricoltura e delle foreste.
Fu commissario prefettizio di Cesena dal 16 maggio 1923 al 23 luglio 1923. In quanto tale, presiedette l'ultimo consiglio comunale di Cesena prima della sospensione fascista.

### L'attività politica in Italia e nelle colonie
Iscrittosi al Partito Nazionale Fascista nel novembre 1921, prese parte alla marcia su Roma. Nel partito ricoprì varie volte la carica di Federale in diverse città: Guastalla, Forlì e infine Reggio Emilia. In particolare, si segnalò a Reggio Emilia per essere riuscito ad ottenere il superamento dei fortissimi contrasti interni. Andrea Lugli, in uno studio in cui l'opera del Bofondi viene a fondo analizzata, a questo proposito parla esplicitamente di un'attività di "normalizzazione" e definisce il Bofondi una "macchina burocratico-organizzativa".
Tra i vari ruoli ricoprì in quegli anni anche la carica di presidente della Calcio Reggiana, per cinque stagioni consecutive, dal 1932 fino al 1936.

Addis Abeba 23 marzo 1938 adunata dei Fasci di combattimento

Dopo la conquista dell'Etiopia e la proclamazione dell'Impero, fu federale fascista di Addis Abeba (giugno 1937 - dicembre 1938): in quanto tale, la città di Reggio Emilia gli inviò in dono una copia del primo tricolore. Nella veste di federale, si adoperò, oltre che per l'organizzazione del Partito, anche per favorire la presenza degli Italiani e della cultura italiana nella colonia e soprattutto in quella che era diventata la capitale dell'Africa Orientale Italiana. Nel dicembre 1938 lasciò la carica di federale ad Angelo Tuttoilmondo.

### Carriera prefettizia
Poco dopo il rientro in Italia, fu nominato prefetto di Udine: dal 20 febbraio 1939 al 15 agosto 1941. Contestualmente, divenne prefetto di II classe.
Divenne invece prefetto di Forlì dal 16 agosto 1941 al 15 agosto 1943. In questa funzione si segnalò per le particolari capacità pragmatiche, sia dimostrandosi in grado di trasmettere ai suoi superiori le esigenze dei Comuni della Provincia sia imparando dalle loro migliori pratiche. Pertanto, il 2 ottobre 1942, fu promosso prefetto di I classe.
Fu anche presidente della Camera di Commercio, Industria, Artigianato e Agricoltura di Forlì dal 1941 al 1943.

### L'arresto di Mussolini
Dopo la caduta del governo di Benito Mussolini, il 25 luglio del 1943, in qualità di prefetto di Forlì, si dichiarò decisamente contrario all'idea di Pietro Badoglio di trasferire l'ex Duce (su sua stessa richiesta) alla Rocca delle Caminate, residenza di Mussolini. La motivazione che Bofondi fornì al Governo era che la popolazione di Forlì e del resto della Romagna era ormai talmente inferocita contro l'ex dittatore che sarebbe stato impossibile garantire l'ordine pubblico e impedire che la Rocca venisse assalita allo scopo di linciarlo. Badoglio si fece convincere da Bofondi e Mussolini fu confinato prima a Ponza, poi al Gran Sasso.

### Gli ultimi anni
Aderì alla Repubblica Sociale Italiana e nell'ottobre del 1943 si pose a disposizione del Ministero della Guerra della RSI. Intanto al sud, con Decreto Luogotenenziale dell'agosto 1944 fu collocato a riposo per ragioni di servizio a decorre dall'agosto 1943. In seguito ad un ricorso dell'interessato, la decorrenza fu rettificata all'agosto 1944.
Morì a Roma il 21 dicembre 1966.

## Opere
- I possibili sviluppi della bieticoltura in provincia di Reggio Emilia, Cattedra ambulante di Agricoltura di Reggio Emilia, Ed. L'Artistica, Mantova, 1929
- Nuovi aspetti della coltura del gelso in provincia di Reggio Emilia, Cattedra ambulante di Agricoltura di Reggio Emilia, Anonima Poligr. Emiliana, Reggio Emilia, 1929
- L'incremento della produzione granaria nella bassa pianura Reggiana, Anonima Poligr. Emiliana, Reggio Emilia, 1929